# Couvains, Manche
Couvains är en kommun i departementet Manche i regionen Normandie i norra Frankrike. Kommunen ligger i kantonen Saint-Clair-sur-l'Elle som tillhör arrondissementet Saint-Lô. År 2022 hade Couvains 577 invånare.

## Befolkningsutveckling
Antalet invånare i kommunen Couvains
| Referens: INSEE |